# Cristian Presură
Cristian Nicolae Presură (* 1971 in Voineasa, Kreis Vâlcea) ist ein rumänischer Physiker.

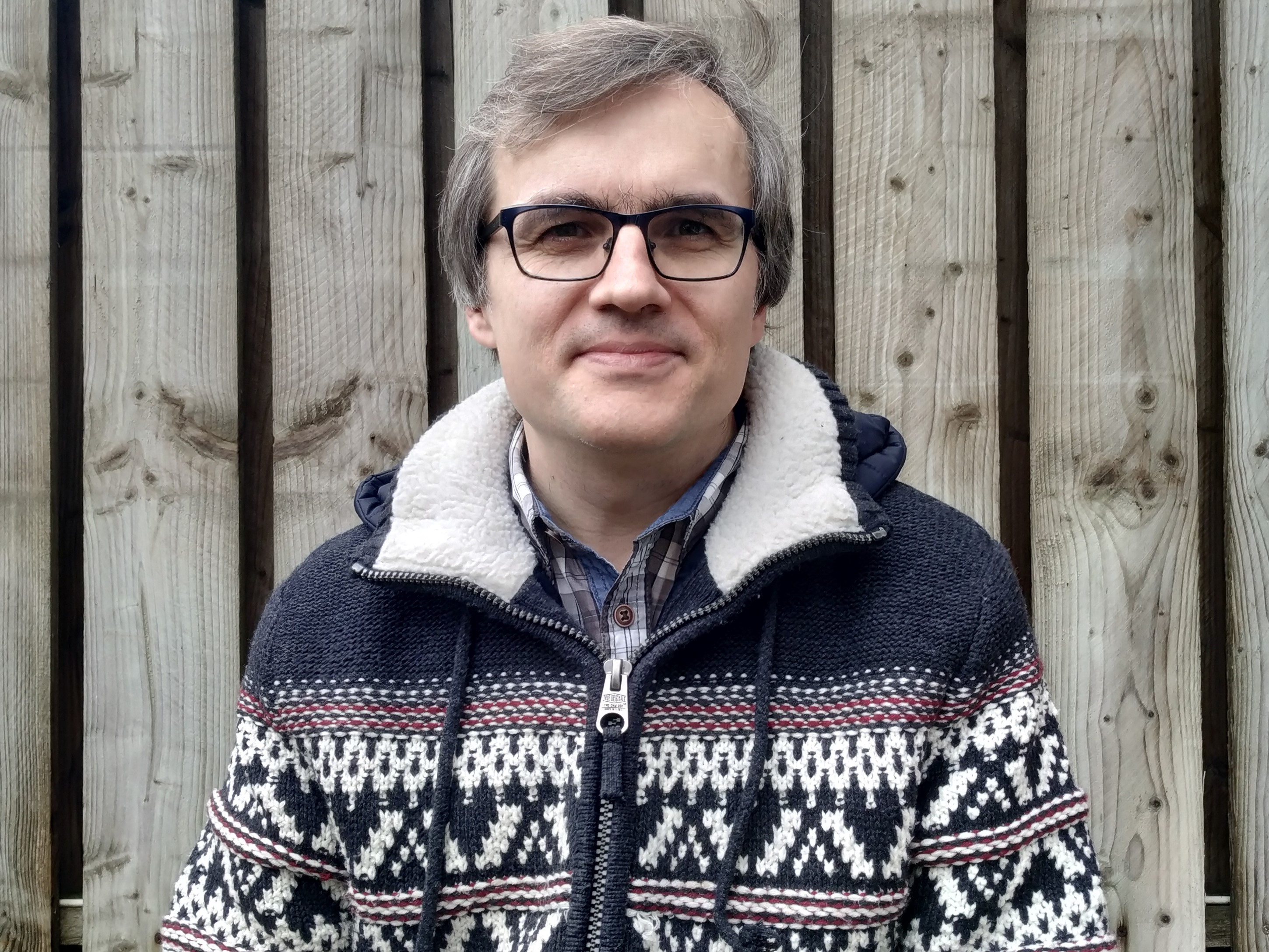
Cristian Nicolae Presură

## Leben
Christian Presură besuchte das Nationale Gymnasium „Alexandru Lahovari“ in Râmnicu Vâlcea (Abschluss 1990). Er studierte Elektrotechnik (Abschluss 1995) und Physik in Bukarest. Er arbeitete zeitweise am Institut für Atomphysik (Institutul de Fizică Atomică), wo er an elektrischen Anlagen beteiligt war und die Eigenschaften von Festkörperlasern untersuchte.
Er setzte seine Studien an der Universität Groningen fort, wo er 2002 mit einer Dissertation im Bereich der Festkörperoptik mit dem Titel Energetics and ordering in strongly correlated oxides as seen in optics promoviert wurde.
Danach ging er als Forscher zu Philips in Eindhoven, wo er auf optische Sensoren für medizinische Anwendungen spezialisiert ist. Im Jahr 2012 meldete er zusammen mit David Antoine und Christian Roovers den Prototyp eines optischen Sensors zur Messung der Herzfrequenz zum Patent an. Darauf basierend wurde eine Uhr entwickelt, die die Herzfrequenz optisch messen kann.
Seit 2014 hat Presură mehrere populärwissenschaftliche Bücher veröffentlicht, Fizica povestită (Physik als Erzählung, 2014) und Istoria fizicii din România (Geschichte der Physik in Rumänien, 2021), für die er Preise erhielt, und er betreibt seit einen Youtube-Kanal, in dem er über physikalischen Themen informiert und für den er 2023 für den Preis der Radio-Rumänien-Gala im Bereich Bildung nominiert war. Er ist regelmäßiger Gast in der Sendung Știința 360 des Radio România Cultural.

## Veröffentlichungen
- Fizica povestită. Humanitas, Bukarest 2014, ISBN 978-973-50-4665-1 (rumänisch, Physik als Erzählung).
- Care e diferența dintre un copil și un laptop? O călătorie personală prin religie, fizică și neuroștiințe. Humanitas, Bukarest 2020, ISBN 978-973-50-6940-7 (rumänisch, Was ist der Unterschied zwischen einem Baby und einem Laptop? Eine persönliche Reise durch Religion, Physik und Neurowissenschaft).
- Cristian Presură (Hrsg.): Istoria fizicii din România (= Civilizaţia românească. Band 31). Editura Academiei Române, 2021, ISBN 973-27-3276-8 (rumänisch).
- O călătorie prin univers: astrofizica povestită. Humanitas, Bukarest 2023, ISBN 978-973-50-7936-9 (rumänisch, Eine Reise durch das Universum: Astrophysik erzählt in Geschichten).
- Fizică. Manual pentru clasa a VI-a. Corint, 2023, ISBN 978-6-30652610-9 (rumänisch, Physik. Handbuch für die 6. Klasse).
- mit H. J. A. Molegraaf, D. van der Marel, P. H. Kes, M. Li: Superconductivity-induced transfer of in-plane spectral weight in Bi2Sr2Ca2O8+δ. In: Science. Band 295, Nr. 5563, S. 2239–2241, doi:10.1126/science.1069947.
- mit M. Popinciuc, PHM; van Loosdrecht, D van der Marel, M Mostovoy, T Yamauchi, Y Ueda: Charge-ordering signatures in the optical properties of β-Na0.33V2O5. In: Phys Rev Lett. Band 90, Nr. 2, 026402, doi:10.1103/PhysRevLett.90.026402.

## Preise und Auszeichnungen
- 2014 Preis „Ștefan Procopiu“ der Rumänischen Akademie für das Buch „Physik in Geschichten erzählt“[7]
- 2022 Leibniz-Preis für Wissenschaft als Herausgeber von „Geschichte der Physik in Rumänien“[8]
- 2024 2. Platz bei Best Education Influencer[9]
- 2024 Gold Award als Online-Persönlichkeit des Jahres bei den Webstock Awards[10]